# Ga Hogupo
Ga Hogupo là ga trên Tuyến Suin-Bundang một phần của hệ thống Tàu điện ngầm Seoul tính đến ngày 30 tháng 6 năm 2012. Nó nằm ở Nonhyeon-dong, Namdong-gu, Incheon. Nó từng là nhà ga bỏ hoang như Ga Nonhyeon. Nó mở cửa vào 1967 và đóng cửa vào 1970.

## Bố trí ga
| ↑ Incheon Nonhyeon        |
| \| １                     |
| Khu công nghiệp Namdong ↓ |

| １ | ●Tuyến Suin–Bundang |   | Hướng đi Incheon →     |
| ２ | ●Tuyến Suin–Bundang | ← | Hướng đi Cheongnyangni |